# Postcards
Postcards reprezintă cel de-al treilea single din cel de-al patrulea album al lui James Blunt, Moon Landing, lansat pe 10 aprilie 2014. Melodia a fost compusă de James Blunt și produsă de Martin Terefe.

Secvență din videoclip.

## Track-listing
| Digital download |             |         |  |
| Nr.              | Titlu       | Lungime |  |
| 1.               | „Postcards” | 04:16   |  |